# 동아방송예술대학교

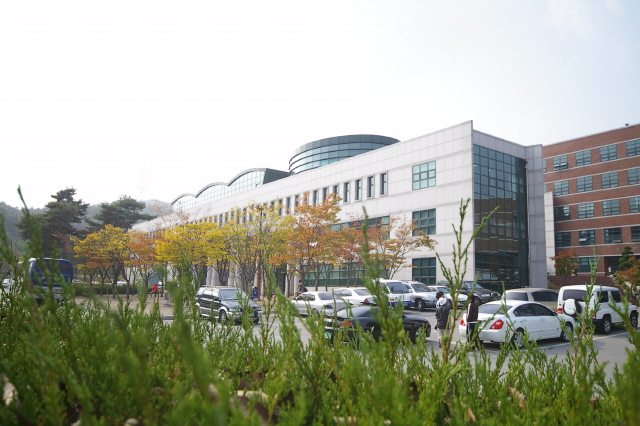
깊어가는 가을날 DIMA의 본관

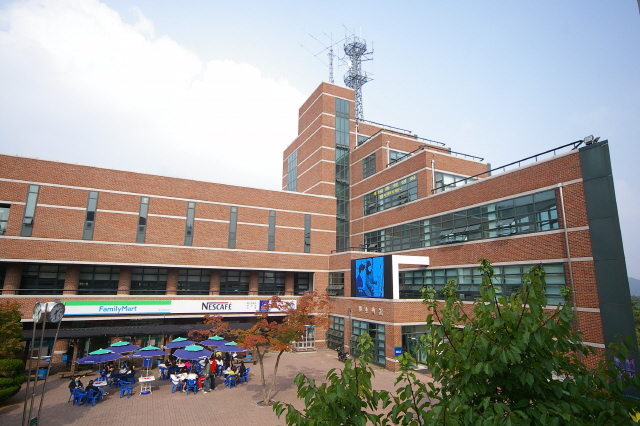
DIMA 학생회관앞 광장

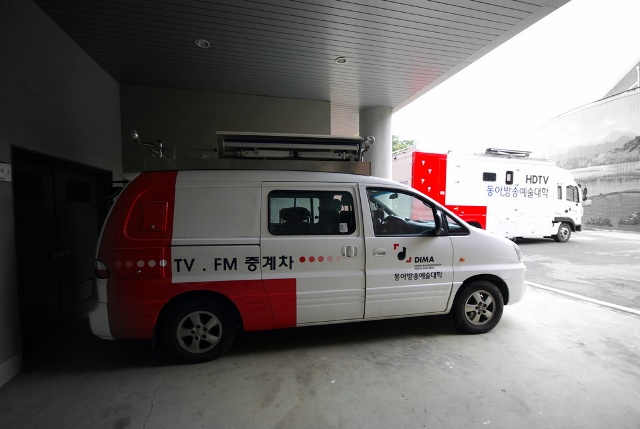
DIMA SD중계차

DIMA HD중계차

SD DBS 중계차(2007년)

동아방송예술대학교(東亞放送藝術大學校)는 1997년 개교한 대한민국 최초의 방송전문고등교육기관이다. 1998년 5월 1일에 교명을 동아방송대학(東亞放送大學)으로 바꿨고 다시 2007년 1월 15일에 동아방송예술대학(東亞放送藝術大學, Dong-Ah Institute of Media and Arts)으로 교명을 변경해 오늘에 이르고 있다. 2011년 3월 현재 16개 학과(3년제)가 개설되어 있으며 전공심화 학사학위과정 4개 학과도 함께 개설되어 운영된다. 2012년 5월 23일에 동아방송예술대학교로 교명을 변경하였다.

## 교훈
- 지성(知性), 덕성(德性), 기예(技藝)

## 연혁

### 1. 1977년 ~ 1996년
- 1977.04.30: 학교법인 공산학원 인가, 초대 최준문 이사장 취임
- 1985.07.08: 제2대 최원석 이사장 취임
- 1994.08.01: 동아방송전문대학 설립계획 승인
- 1996.12.26: 학교 설립 인가 (9개학과 720명)
- 1997.03.10: 초대 이충세 학장 취임
- 1997.03.10: 제1회 입학식 (810명 입학)
- 1997.03.11: 미국 일리노이 주립대학교 (ISU) 와 학위 협정 체결

### 2. 1997년 ~ 1999년
- 1997.05.28: 개교식
- 1997.11.25: 영상음악과 신설인가
- 1998.03.05: 제2회 입학식 (865명 입학)
- 1998.05.01: 동아방송대학으로 교명 변경
- 1998.09.09: 교육부지원 방송특성화 우수대학 선정
- 1998.11.19: 인터넷방송과, 방송극작과 신설 인가(12개 학과 1160명)
- 1999.02.23: 제1회 학위수여식 (9개학과 400명 졸업)
- 1999.03.05: 제3회 입학식 (1,240명 입학)
- 1999.05.01: 교육부지원 방송·영상특성화 대학선정
- 1999.07.22: 제2대 김병호 학장 취임
- 1999.11.15: 게임공학과 신설

### 3. 2000년대

#### 3.1. 2000년
- 2000.02.23: 제2회 학위수여식 (10개학과 417명 졸업)
- 2000.03.02: 제4회 입학식 (10개학과 1,324명 입학)
- 2000.07.14: 교육부 지원 전문대학재정지원사업 선정

#### 3.2. 2001년
- 2001.02.23: 제3회 학위수여식 (12개학과 532명 졸업)
- 2001.03.02: 제5회 입학식 (12개학과 1,302명 입학)
- 2001.07.23: 교육부 지원 전문대학재정지원사업 선정
- 2001.09.17: 수업연한 연장 승인 (3년제-방송기술계열, 영상제작계열, 정보통신계열, 인터넷방송계열)
- 2001.10.19: 중국 북경광파학원 (BBI) 과 학사교류협약체결

#### 3.3. 2002년
- 2002.02.22: 제4회 학위수여식 (13개학과 770명 졸업)
- 2002.03.04: 제6회 입학식(1,304명 입학)
- 2002.07.14: 교육부 지원 전문대학 재정지원사업 선청
- 2002.09.04: 제3대 이충구 학장 취임

#### 3.4. 2003년
- 2003.02.21: 제5회 학위수여식 (13개 학과 818명)
- 2003.03.03: 제7회 입학식 (1,219명)
- 2003.06.30: 러시아 부기끄영화대학과 학사교류 협정 체결
- 2003.07.03: 러시아 게르첸교육대학교와 학사교류 협정 체결
- 2003.07.04: 러시아 쉐프킨연극대학과 학사교류 협정 체결
- 2003.07.07: 교육부 지원 전문대학 재정지원사업 선정
- 2003.08.11: 미국 시카고예술대학과 학사교류 협정 체결
- 2003.09.01: 평생교육원 개원
- 2003.10.01: 동아프로덕션 설립

#### 3.5. 2004년
- 2004.02.20: 제6회 학위수여식 (13개 학과 809명)
- 2004.03.02: 제8회 입학식 (13개 학과 1,236명)
- 2004.03.12: 산학협력단 설립
- 2004.05.27: 교육인적자원부 재정지원사업 선정
- 2004.10.05: 피트니스센터 개관

#### 3.6. 2005년
- 2005.02.18: 제 7회 학위수여식 (13개 학과 935명)
- 2005.03.02: 제 9회 입학식 (13학과 1,218명)
- 2005.09.01: 2005년 성장동력특성화대학 선정 (3년간지원)
- 2005.11.01: 학교기업 EASTA픽처스 설립

#### 3.7. 2006년
- 2006.02.17: 제 8회 학위수여식 (13개학과 878명)
- 2006.02.21: 제4대 하영석 학장 취임
- 2006.03.03: 제 10회 입학식(13개학과 1,237명)
- 2006.05.18: 야외공연장 개관
- 2006.06.02: 2007 특성화사업지원사업단선정(평가최우수대학) 특성화사업 지원사업단 선정
- 2006.06.23: 패션스타일리스트과 신설/수업연한연장(3년제-방송보도제작과)
- 2006.09.11: 성장동력특성화대학 지원사업 우수대학 선정
- 2006.10.22: 운동장 잔디구장 준공
- 2006.11.01: 공통기초학부 신설

#### 3.8. 2007년
- 2007.01.15: 동아방송예술대학으로 교명 변경
- 2007.02.23: 제9회 학위수여식(14개학과 850명)
- 2007.02.28: 교명현판식, 제11회 입학식 (1,242명)
- 2007.04.04: 영국 레이븐스디자인 커뮤니케이션대학과 학사교류 협정 체결
- 2007.05.01: 학부제 변경(공통기초, 미디어기술, 방송콘텐츠, 디자인, 예술, 미디어경영)
- 2007.05.21: 2007 문화콘텐츠 특성화 교육기관 선정(게임애니메이션계열)
- 2007.05.28: 개교 10주년 기념식
- 2007.07.18: 학교기업 DIMA Entainment 설립
- 2007.07.27: 예술학부 3년제 전환(방송연예,공연예술,영화예술,영상음악)
- 2002.08.13: 태국 라자바트대학과 학사교류 협정 체결
- 2007.08.28: 성장동력특성화대학 지원사업 2년연속 우수대학선정
- 2007.11.12: DIMA IPTV 송출시스템 자체시험 서비스 운영
- 2007.11.22: 총동문회 창립
- 2007.12.11: 학사학위 수여 전공심화과정 개설 (방송미디어학과 30명/영화예술학과 20명)

#### 3.9. 2008년
- 2008.01.19: Full HD 스튜디오 준공
- 2008.02.21: 제 5대 이세진 학장 취임
- 2008.02.22: 제 10회 학위수여식(15개학과 947명)
- 2008.02.28: 제 12회 입학식(16개학과 1,125명)
- 2008.03.08: 제 1회 학사학위 전공심화과정 입학식(2개학과 27명)
- 2008.04.01: 2008 학교기업 지원사업 주관기관 선정(디마엔터테인먼트)
- 2008.05.02: 미국 벨 헤이븐 대학과 학사교류협정 체결
- 2008.07.22: DIMA 영화 촬영 스튜디오 착공식
- 2008.08.22: 우수 인력 양성 전문대학 교육역량 강화사업 선정(교육과학기술부)
- 2008.09.05: 성장동력특성화대학 지원사업 3년연속 우수대학선정

#### 3.10. 2009년
- 2002.02.05: 미국 캘리포니아주립대학교와 학사교류협정 체결
- 2009.02.15: 국내대학 최초 HDTV중계차 개통식
- 2009.02.20: 제11회 학위수여식 (16개 학과 935명 / 전공심화 학사학위 1개 학과 13명)
- 2009.02.25: 노동부주관 2009년 대학취업기능 확충사업기관 선정
- 2009.05.01: 학교기업(DIMA 웹스) 설립
- 2009.06.29: 뉴욕한인방송국(TKC)과 해외인턴십 교류협정 체결
- 2009.07.22: (사)독립제작사협회와 산학협력 협약체결
- 2009.07.30: 태국 라자망갈라공업대학과 학사교류협정 체결
- 2009.10.27: 공공부문 인재개발 우수기관 인증대상기관 선정
- 2009.11.11: DIMA 종합촬영소/ 이경순 소리박물관 개관
- 2009.11.12: 미국한인방송국(MKTV)과 해외인턴십 교류협정 체결
- 2009.12.09: 베트남 하노이 연극영화대학과 학사교류협정 체결

#### 3.11. 2010년
- 2010.02.18: 제 12회 학위수여식(16개학과 742명/전공심화 학사학위 2개학과 27명)
- 2010.02.25: 제 14회 입학식(16개학과 885명/전공심화 학사학위 4개학과 54명)
- 2010.03.01: 전 학과 3년제로 개편, 학사학위 수여 전공심화과정 증설 (미디어기술학과/영상음악학과)
- 2010.03.29: 교육과학기술부 주관 교육역량강화사업 지원대학 선정
- 2010.04.05: 경기공연영상위원회와 경기신공연만들기 개발사업 협약 체결
- 2010.05.04: 교육과학기술부, 평생교육진흥원 주관 평생교육 활성화 지원대학 선정
- 2010.05.27: DMZ다큐멘터리영화제 개최 업무협약 체결
- 2010.06.15: DIMA 사회봉사단, 2010 대학생 건전동아리 육성 프로그램 선정
- 2010.06.25: 중국 하얼빈공업대학과 학사교류협정 체결
- 2010.07.15: 교육과학기술부 주관 전문대학 대표브랜드 지원사업대학 선정
- 2010.08.25: 괌 한인방송국(GKTV)과 해외인턴십 협정을 체결
- 2010.09.27: 한국콘텐츠진흥원 주최 2010년 콘텐츠잡페어 개최
- 2010.10.21: 중앙일보와 산학협력협정 체결
- 2010.11.01: 미들색스 대학교 단기연수 협약 체결
- 2010.11.16: WBC 공익채널 복지TV와 산학협력협정 체결
- 2010.12.29: 키이스트와 산학협력협정 체결

### 4. 2010년대

#### 4.1 2011년
- 2011.02.11: 프로덕션 이엑스스타 산학협력 체결
- 2011.02.18: 제13회 학위수여식(전문학사 810명, 전공심화 학사학위47명)
- 2011.02.24: 제 15회 입학식 (16개학과 1,005명/전공심화 학사학위 5개학과 71명)
- 2011.02.25: 관내 5개 대학과 안성시 간 관,학 협력 체결
- 2011.03.17: 중앙일보 창조경영 선정 (지식경제부 후원)
- 2011.03.28: 2011 경기도 대학생자원봉사 지원사업 선정
- 2011.04.27: 아뮤즈코리아 산학협정 MOU 체결
- 2011.05.14: 연변대학 MOU 체결
- 2011.08.05: 제13회 후기 학위수여식 (16개 학과 67명 졸업)
- 2011.09.14: 중국 연변예술대학교 교환교수 파견(영상제작과 최영태 교수)
- 2011.12.20: 동아학생가요제 국내 본선

#### 4.2. 2012년
- 2012.02.17: 고용노동부 ‘창조캠퍼스 지원대학’ 선정(취업지원센터)
- 2012.02.17: 제14회 학위수여식(전문학사 16학과 581명, 전공심화 5개, 학과 학사학위 73명)
- 2012.02.29: 제16회 입학식 (16개 학과 전문학사 885명, 전공심화 4개 학과 105명)
- 2012.04.26: 교육과학기술부 주관 “교육역량강화사업 지원대학” 선정
- 2012.05.15: 청와대 방문, ‘청년, 청와대를 만나다’
- 2012.05.16: 제5회 알바트로스 오디션
- 2012.05.23: 동아방송예술대학교로 교명 변경
- 2012.05.25: 영국 Bournville College 학사교류 체결
- 2012.05.28: 개교 15주년
- 2012.06.18: 독일 International Film School Koln (IFS) 학사교류 체결
- 2012.07.04: 큐브엔터테인먼트 산학협력 MOU 체결
- 2012.07.10: 태국 방콕대학교 학사교류 체결
- 2012.08.28: 헝가리 Video and Art Workshop of Mako 학사교류 체결
- 2012.09.01: 부속기관 '디마갤러리' 신설
- 2012.10.29: 교육과학기술부, 안전행정부 ‘공공부문 인재개발우수기관(HRD)’ 재인증
- 2012.12.06: 제 9회 동아학생가요제

#### 4.3. 2013년
- 2013.02.18: 제 15회 학위수여식(전문학사 660명, 학사학위 전공심화 115명)
- 2013.02.28: 제 17회 입학식(전문학사 1,020명, 학사학위 전공심화 104 명)
- 2013.05.15: 제6회 알바트로스 오디션
- 2013.05.28: 개교 16주년
- 2013.07.02: 교육부 주관 ‘교육역량강화사업 지원대학’ 선정
- 2013.10.30: 교육부 주관 세계적인 전문대학 ‘WCC’ 선정
- 2013.12.04: 제 10회 동아학생가요제

#### 4.4. 2014년
- 2014.01.01: 고등직업교육평가인증원 주관 ‘교육품질 인증대학’ 선정
- 2014.02.14: 제 16회 학위수여식(전문학사 672 명, 학사학위 전공심화 104명)
- 2014.02.14: 제 18회 입학식(전문학사 1016명, 학사학위 전공심화 136명)
- 2014.04.25: 한국저작권위원회 산학협력 MOU체결
- 2014.05.28: 개교 17주년
- 2014.06.27: 교육부 주관 ‘특성화 전문대학 육성사업’ 선정
- 2014.11.19: 세계한국TV방송연합회 산학협력 MOU 체결
- 2014.12.02: 경기도 안성교육지원청 산학협력 MOU 체결

#### 4.5. 2015년
- 2015.01.29: YTN 연합뉴스TV 교류 협정 체결
- 2015.02.13: 제17회 학위수여식(전문학사 737명, 학사학위 전공심화 122명)
- 2015.02.27: 제19회 입학식(전문학사 1,035명, 학사학위 전공심화 171명)
- 2015.03.23: 캠퍼스 TV 설립(방송채널사용사업등록증 수령/미래창조과학부)
- 2015.05.28: 개교 18주년
- 2015.06.02: 학교기업지원사업 우수사례경진대회 대상(교육부장관상) 수상
- 2015.06.05: 채널A 미디어텍 산학협력 MOU 체결
- 2015.09.15: 공공부문 인적자원개발 우수기관 선정(3회 연속)
- 2015.10.08: 방송예술창작센터 개소
- 2015.10.16: 한국산업인력공단(한국직업방송)과 산학협력 MOU 체결
- 2015.10.21: 한국대학스포츠총장협의회와 산학협력 MOU 체결
- 2015.11.06: 한국방송공학회(회장 이상길) 추계학술대회 개최
- 2015.11.18: 미국 Five Towns College 와 학사교류협정 체결
- 2015.11.19: TV조선과 산학협력 MOU 체결
- 2015.11.30: 2015 청소년가요제(구 동아학생가요제) 개최
- 2015.12.01: 캠퍼스TV 개국
- 2015.12.01: 2015 대학가요제 개최(캠퍼스TV 주최)
- 2015.12.18: 한국전문대학교육협의회와 산학협력 MOU 체결

#### 4.6. 2016년
- 2016.01.19: (사)한국음향예술인협회와 산학협력 MOU 체결
- 2016.02.02: 국악방송과 산학협력 MOU 체결
- 2016.02.19: 제18회 학위수여식(전문학사 778명, 학사학위 전공심화 167명)
- 2016.02.23: 한국전파진흥협회(회장 신종균)와 산학협력 MOU 체결
- 2016.02.26: 제20회 입학식 (전문학사 972명, 학사학위 전공심화 168명)
- 2016.02.29: KBS 기술연구소와 산학협력 MOU 체결
- 2016.03.01: 학과조직 개편(창의융합기초학부, 콘텐츠학부, 예술학부, 방송예술융합학부, 방송연예학부, 방송예술창작학부)
- 2016.03.16: 한국문화정보원과 산학협력 MOU 체결
- 2016.03.18: 한국산업기술문화재단과 산학협력 MOU 체결
- 2016.04.15: KBS 아트비전과 산학협력 MOU 체결
- 2016.05.11: 교육부 주관‘특성화 전문대학 육성사업’선정(3년 연속)
- 2016.05.12: 한국여론방송과 산학협력 MOU 체결
- 2016.05.23: 강원관광대학교와 산학협력 MOU 체결
- 2016.05.31: (재)수원문화재단과 산학협력 MOU 체결
- 2016.06.14: (주)디지털오비밴과 산학협력 MOU 체결
- 2016.06.17: 2016년 특성화 전문대학 육성사업(SCK 사업) 우수대학 선정
- 2016.06.24: (사)참여성노동복지터와 산학협력 MOU 체결
- 2016.06.28: (주)그린음향과 산학협력 MOU 체결
- 2016.06.30: (주)수현컴퍼니와 산학협력 MOU 체결
- 2016.07.06: 광주광역시 동구청과 산학협력 MOU 체결
- 2016.10.04: 세계적 수준의 전문대학(WCC) 재지정
- 2016.10.13: 한•불 수교 130주년 기념 국제학술대회(프랑스 영화에 대한 시선의 교차) 개최
- 2016.12.20: 서울미디어대학원대학교와 학사교류협정 체결

#### 4.7. 2017년
- 2017.01.17: 한글과컴퓨터와 산학협력 MOU 체결
- 2017.02.17: 제19회 학위수여식(전문학사 830명, 학사학위 전공심화 168명)
- 2017.02.24: 제21회 입학식(전문학사 959명, 학사학위전공심화 162명)
- 2017.03.01: 캠퍼스TV를 브릿지TV로 방송채널 명칭변경
- 2017.04.04: 학교기업지원사업 선정(교육부/한국산업기술진흥원 주관)
- 2017.05.02: 사회맞춤형 산학협력 선도전문대학(LINC+) 육성사업 선정
- 2017.05.28: 개교 20주년
- 2017.06.15: 'WCC(World Class College)계속 지원대학’선정
- 2017.07.10: ㈜유조이월드 산학협력 MOU 체결
- 2017.09.01: 제8대 최용혁 총장 취임
- 2017.10.26: 안성시 사회복지협의회와 산학협력 MOU체결
- 2017.11.13: 한국방송기술인연합회와 산학협력 MOU체결
- 2017.11.14: 드론실감콘텐츠 교육센터 오픈
- 2017.11.16: 워너브라더스와 산학협력 MOU체결
- 2017.11.21: 차이나닷컴과 산학협력 MOU체결
- 2017.11.30: 학교기업 디마엔터테인먼트 크리에이터 TV 론칭
- 2017.12.15: 고등직업교육평가인증원 주관 '교육품질 인증대학' 연속선정

#### 4.8. 2018년
- 2018.01.19: 'dima 가족회사 협의회' 간담회 개최
- 2018.01.30: 경기도 선거관리위원회와 산학협력 MOU체결
- 2018.02.20: 제20회 학위수여식(전문학사 782명, 학사학위 전공심화 156명)
- 2018.02.23: 제22회 입학식(전문학사 823명, 학사학위 전공심화 164명)
- 2018.04.17: 대한민국 육군본부 정훈공보실, 쇼노트와 산학협력 MOU체결
- 2018.04.24: 한국전자정보통신진흥원과 산학협력 MOU체결
- 2018.06.27: 교육부 주관 '자율개선대학' 선정
- 2018.08.01: 중국탕산직업기술학원 MOU체결
- 2018.08.21: 전주영상위원회 MOU체결
- 2018.09.20: 인적자원개발 우수기관 인증
- 2018.11.07: 한국어교육원(K-WAVE) 오픈
- 2018.12.05: 우즈베키스탄 국립예술문화대학 MOU체결
- 2018.12.31: 디마아트센터, 2018 경기도 지역문화 플랫폼 육성사업 평가 우수기관 선정

#### 4.9. 2019년
- 2019.02.22: 제 21회 학위수여식(전문학사 755명, 학사학위 전공심화 163명)
- 2019.02.28: 제 23회 입학식(전문학사 1,020명, 학사학위 전공심화 164명)
- 2019.05.02: 경기도립극단과 산학협력 MOU체결
- 2019.05.20: 전문대학(LINC+)육성사업(산협력 고도화형)단계평가 최종 선정
- 2019.05.22: 개교 22주년
- 2019.05.29: (주)누에보 MOU체결
- 2019.09.27: (주)브랜뉴뮤직 MOU체결
- 2019.10.30: (사)한국프로축구연맹
- 2019.12.24: 교육부 주관 '교육기부 진로체험 인증기관' 선정

### 5. 2020년대

#### 5.1. 2020년
- 2020.01.14: 국방정신전력원 MOU체결
- 2020.02.25: 제 22회 학위수여식(전문학사 787명, 학사학위 전공심화 166명)
- 2020.02.28: 제 24회 입학식(전문학사 1,035명, 학사학위 전공심화 164명)
- 2020.04.21: 경기남부수산협동조합 MOU체결
- 2020.05.12: 오산시 MOU체결
- 2020.06.03: 후진학 선도전문대학 사업 선정 (교육부)
- 2020.06.30: 경주세계문화엑스포 MOU체결
- 2020.11.05: 군포시 MOU체결

#### 5.2 2021년
- 2021.02.24: 제 23회 학위수여식(전문학사 820명, 학사학위 전공심화 158명)
- 2021.02.25: (주)MBC C&I와 산학협력협약 체결
- 2021.02.28: 제 25회 입학식(전문학사 1,037명, 학사학위 전공심화 164명)
- 2021.03.19: (재)경기아트센터 MOU체결
- 2021.03.23: 경기도 박물관과 인재 육석 업무협약 체결
- 2021.04.16: 한국콘텐츠진흥원 주관'2021 콘텐츠원캠퍼스 구축운영'대학 선정
- 2021.07.15: 경기문화재단과 MOU체결
- 2021.08.06: '브릿지TV를 'DIMA TV'로 방송채널 명칭 변경
- 2021.08.30: 아센시오 스튜디오콤플렉스 MOU 체결
- 2021.12.01: 부산외국어대학교 MOU 체결

#### 5.3 2022년
- 2022.02.23: 제 24회 학위수여식(전문학사 1078명, 학사학위 전공심화 168명)
- 2022.02.24: 안성시 MOU체결
- 2022.02.28: 제 26회 입학식(전문학사 1,078명, 학사학위 전공심화 168명)
- 2022.05.17: 2022~2024년 일반재정지원 대학 선정(교육부)
- 2022.05.28: 산학연협력 선도전문대학 육선사업(LINC 3.0)수요맞춤성장형 선정
- 2022.05.28: 개교25주년 기념식
- 2022.06.14: MBN 산학협력협약 체결

## 개설학과
창의융합교양학부
- 창의융합교양학부

방송예술융합학부
- 방송기술계열 (2015년 방송기술과, 방송통신과 통폐합)
  - 전공 : 방송제작기술, 방송시스템, 방송음향기술
- 음향제작과
- 뉴미디어콘텐츠과

콘텐츠학부
- 영상제작과
- 방송보도제작과
- 방송극작과
- 디지털영상디자인과
- 광고제작과

예술학부
- 공연예술계열
  - 전공 :  연극, 뮤지컬, 연희연기
- 영화예술과
- 무대미술과

실용음악학부
- 실용음악계열
  - 전공 : 성악(트랙: 보컬, 송라이팅), 기악, 작곡(트랙: 프로듀싱, 송라이팅, 전자음악제작)

방송연예학부
- 방송영화연기과 (기존 방송연예계열 연기, 예능전공)
- K-POP과 (기존 방송연예계열 K-POP전공)
- 패션스타일리스트과
- 엔터테인먼트경영과

다전공
- 연계전공
- 융합전공
- 자기설계전공

방송예술창작학부 [학사학위 전공심화과정, 4학년]
- 방송기술학과
- 방송보도제작학과
- 실용음악학과
- 음향제작학과
- K-POP학과
- 콘텐츠제작학과 (트랙: 영상콘텐츠제작, 응용콘텐츠제작)
- 연기예술학과
- 문화예술마케팅학과

## 해외학사교류현황[1]
| 국가       | 교류대학 |
| ---------- | --- |
| 미국       | 일리노이주립대학교(Illinois State University), 캘리포니아 주립 대학교 풀러턴(California State University, Fullerton), 벨헤이븐대학 (Belhaven College), 파이브타운즈대학(Five Towns College) |
| 중국       | 중국 전매대학(Communication University of China), 하얼빈 공업대학교, 연변대학교, 발해이공전문대학 |
| 러시아     | 쉐프킨 연극대학(Higher Theatre School Named After M.S. Schepkin), 게르첸 교육대학(The Herzen State Pedagogical University of Russia), 러시아국립영화대학(VGIK, 부기끄), 발틱대학교 |
| 영국       | 레이븐스본 디자인커뮤니케이션대학(Ravensbourne College of Design and Communication), 본머쓰대학교(Bournemouth University), 미들색스대학교(Middlesex University), 본빌 대학, 버트 앤 사우스 더비셔 대학(Burton & South Derbyshire College)                                                                           |
| 태국       | 반솜데즈차오프라야 라자바트 대학(Bansomdejchaopraya Rajabhat University), 프라나콘 라자바트대학교(PNRU_Phranakhon Rajabhat University), 라자망갈라공업대학(프라나콘)(Rajamangala University of Technology Phra Nakhon), 라자망갈라공업대학(탄야부리), 라자망갈라공업대학(타완오크), 방콕대학교 (Bangkok University) |
| 베트남     | 하노이연극영화대학(Hanoi Academy of Theater and Cinema) |
| 필리핀     | 사우스웨스턴대학교 (Southwestern University) |
| 독일       | 쾰른국제영화학교(International Film School Koln)ifs |
| 프랑스     | 프랑스 국립 루이뤼미에르 영화영상대학교(Ecole Nationale Supérieure Louis-Lumière) |
| 인도네시아 | 머큐부아나대학(Mercu Buana University), 런던 PR 대학(The London School of Public Relations Jakarta) |
| 호주       | 퀸즐랜드 공과대학교(Queensland University of Technology, QUT) |

## 학생 주요 활동
DBS(Dong-Ah Broadcasting Station) 교내방송국
- - 우리말 모아모아 말모이 - 한글사전, 그 치열한 출생 보고서 EBS 2010년 한글날 특집 다큐멘터리 방영

2010년 한국콘텐츠진흥원이 방송영상콘텐츠 창작기반구축 사업의 일환으로 시행한 "대학생방송창작콘텐츠지원사업"에 본교 교내방송국 DBS가 공모에 참여하여 선정된 기획안 <우리말(말모이)의 탄생>을 기반으로 제작된 다큐멘터리 프로그램이 같은해 10월 9일 한국교육방송공사(EBS)를 통해 방송됐다. 또한 본 다큐멘터리의 내용 및 방송 이미지 등은 교육전문 출판사 비상교육의 고등학교 검정 교과서인 "독서와 문법Ⅱ"에도 실렸다.
| 구분     | 내용 |
| -------- | --- |
| 타이틀   | 우리말 말모이의 탄생 (기획단계) / 우리말 모아모아 말모이 - 한글사전, 그 치열한 출생 보고서 |
| 주요내용 | 본 프로그램 우리말 사전의 편찬배경과 참여했던 한글학자들의 목숨을 건 사투와 같은 열정 그리고 일본제국주의의 방해와 6.25전쟁, 이승만 정부의 한글간소화 정책의 걸림돌을 뚫고 완성된 우리말 사전의 치열했던 출생보고서다. 세종대왕이 반포한 훈민정음은 연산군 시대에 사용이 금지되고, 그 후 450년간 여인들과 서민들을 통해 지켜진다. 조선 말기 갑오개혁 이후가 되어서야 고종황제가 칙령을 발표하면서 공식글자로 인정받게 된다. 한일합방은 한글의 역사에 큰 시련을 가져다준다. 일제는 우리말을 사용하지 못하게 함은 물론이고, 급기야는 창씨개명까지 강요한다. 36년 민족의 암흑기를 거치면서도 한글이 살아남을 수 있었던 데에는 학자들의 희생적인 노력이 있었다. 주시경 선생은 구한말 국어문법, 한글강습, 첫 한글사전 말모이의 편찬에 혼신의 노력을 기울인 한글학자였다. 훈민정음을 한글이라 이름짓고 띄어쓰기, 가로쓰기 등 오늘날 우리글의 기초를 만들었던 그는 일제에 독살되고, 수제자 역시 망명하면서 말모이 작업은 중단된다. |
| 제작스텝 | 글/구성 : 김지민 내레이션 : 장광, 윤승희 촬영감독 : 백승현 / 촬영 : 신현주, 김수정, 김재현 종합편집 : 김호열 타이틀 : 블루컴퍼니 음악 : 스톰 권민석 원화연출 : 박찬선 / 원화 : 오상화, 임미란 CG : 박경신, 장세진, 장성렬 자막디자인 : 김수정 스크립터 : 김수지 자료조사 : 송혜진, 손봉우 행정 : 명지선, 박경신 조연출 : 남혜림 연출 : 오태돈 |
| TV방영   | 한국교육방송공사 EBS 2010년 10월 9일 한글날 |
| 기타     | 본 사업은 한국콘텐츠진흥원 2010년 대학생 방송창작콘텐츠 제작지원사업으로 선정된 작품입니다. 본 다큐멘터리의 내용 및 방송 이미지 등은 교육전문 출판사 비상교육의 고등학교 검정 교과서인 "독서와 문법Ⅱ"에도 실렸다. |

- - DIMArtist (디마티스트_DIMA+ARTIST)

본교 교내방송국 DBS에서 제작하는 음악 콘서트 프로그램으로 기획부터 제작, 방송송출까지 전과정이 학생들의 자발적인 참여로 진행되는 활동이다. 무대에 참여하는 가수와 세션역시 모두 본교 학생들로 구성되어 운영된다. 본 프로그램을 위해 학내 조명동아리 Light Factory, 음향제작과 SR팀, 메이크업 동아리 MAC 등이 지원한다.
| 횟수 | 날짜             | 장소              | 출연진 | 중계 및 송출 | 제작스텝 |
| ---- | ---------------- | ----------------- | --- | --- | --- |
| 1    | 2013년 4월 8일   | 기예관 HD스튜디오 | 변장호밴드 : 가을엔 낙엽처럼 겨울엔 눈처럼 박희량&이유진 : Sun and moon 박희량&이유진 : 어쩌면 그럴껄 : 앞서간 그대는 The Rumors : So I The Rumors : When The Sun Goes Down 별난sTage - Seasons of Love 별난sTage - On My Own 필VD - 오늘은 가지마 7Years - 우리 사랑 이대로 | HD중계차 운용 유스트림 실시간중계 에브리온 TV 809번 녹화방송                                                    | M C : 신세원 HDTV중계차 기술감독 : 김호열 영상 : 김새롬 음향 : 변가희 녹화 : 소재우 자막 : 장우선 카메라 : 김수정, 임수민, 이슬기, 신나리 지미집 : 김규명 음향감독 : 차석현 무대음향 : 김거엽, 김진희, 김지현, 이수민 조명감독 : 박경신 타이틀&자막 : 장우선 송출 : 박경신 무대감독 : 이벽금 진행 : 정찬미, 심가현, 김다은 조연출 : 곽지은 연출 : 정재훈 |
| 2    | 2013년 5월 27일  | 본교 체육관       | 한소영 : 연애하자 그럴껄 : 몰랐어 그럴껄 : 2150(스물하나, 오십) 권주희&이가인 : 오리날다 The Rumors : Can You The Rumors : 올림픽 이가인 : Butterfly Overflow : Plenty Overflow : 아버지 강소연 : 아버지 김재웅&박무빈 : 부탁해 내동생 정뽀 : When You Cry When You Smile 정뽀 : Starlight 김효영 : 천 년의 사랑 권진영&이유진 : 선인장 디마컬처스 : You're The One That I want 디마컬처스 : Rent렌트 연치미 : 한동안 뜸 했었지 연치미 : 죽일놈 어버이날 : A Song for MAMA 어버이날 : MAMA 김지석 : 엄마 웨밀리 : Family | HD중계차 운용 유스트림 실시간중계 에브리온 TV 809번 녹화방송 + 연주지원 박현규네 하우스밴드 변장호네 하우스밴드 | M C : 신세원 연출 : 김호열 촬영 : 곽지은, 김수정, 김규명, 신나리 편집 : 김새롬, 변가희 포스터&자막디자인 : 장우선 특수효과 : 소재우 카메라 : 김수정, 백소망, 신나리, 이슬기, 임수민 촬영보조 ; 이성진 메이킹필름 : 송혜진 지미집 : 김규명 HD중계차 : 김호열, 김새롬, 변가희, 장우선 송출 : 박경신 조명 : 박경신, 정이성, 이호철, 양진수, 최춘혁 음향 : 차석현, 김거엽, 김지현, 김진희, 이수민 진행 : 정찬미, 김다은, 심가현 조연출 : 곽지은 연출 : 정재훈                                                      |
| 3    | 2013년 10월 17일 | 운동장 특설무대   | 팽쇼 : little little (마호가니킹) 도쿠스틱 : 광대(리쌍) FLAM : 커피한잔 (신중현-커피한잔) 데프콜 : 다시 내게로 돌아와 (박효신) 팽쇼 : Little Little (마호가니킹) 고추밭 : Acid rain (프린지) 고추밭 : 부비부비 (장미여관) 아스더(Asder) : 로미오 (샤이니 줄리엣) 아스더(Asder) : Lazy Boi 디걸즈(D Girls) : 아이콘 (자작곡) 디마컬처스 : | HD중계차 운용 유스트림 실시간중계 에브리온 TV 809번 녹화방송                                                    | 기획 : 박경신 M C : 백승주 HDTV중계차 기술감독 : 변가희 영상 : 김새롬, 김건 음향 : 남윤동 녹화 : 김미혜 자막 : 장우선 인터넷 송출 : 박형경 현장송출 : 장성렬, 이세광, 고은혜 카메라 : 신나리, 이다슬, 이성진, 박영식, 김호영, 서수희, 백민지, 강웅선 지미집 : 김규명 메이킹필름 : 곽지은, 황지현 음향감독 : 차석현 무대음향 : 이다니엘, 김지영, 김성훈, 강한빛, 이승진, 남시화 조명감독 : 박경신 타이틀&자막 : 장우선 무대감독 : 무대진행 : 김소진, 백다솜, 임성규 조연출 : 정장이 연출 : 심가현 총괄 : 소재우 |
| 4    | 2014년 5월 14일  | 본교 체육관       | 그루버그루버 - who you are 그루버그루버 - 2years apart 그루버그루버 - face to face 휘 밴드 - 보고싶어 운다 휘 밴드 - feeling good VIVIFY - give it to me) VIVIFY - what are you talking about MUSIC컬 - something more 캡짱굿 - | HD중계차 운용 유스트림 실시간중계                                                                               | 기획 : 박경신 M C : 서주혜 카메라 : 김호영, 이다슬, 박영식, 손봉우, 서수희, 이성진 DIMA HDTV중계차 영상 : 김건휘 음향 : 강용선 녹화 : 김미혜, 남윤동 자막 : 박형경 기술감독 : 고은혜 음향감독 : 황문혁 무대음향 : 고명화, 윤상묵, 안성원, 하연수 조명감독 : 박경신 무대조명 : 이호철, 임예은 무대진행 : 백다솜, 김소진, 백승주, 백민지 조연출 : 임성규 연출 : 정장이 |

- - 2014년 인천아시아경기대회 방송중계 스텝 참여

2014년 9월 19일부터 10월 4일까지 개최되었던 2014년 아시안 게임에 본교 졸업생 및 8월 졸업 예정자, 재학생등이 대회 주관방송사인 IHB(Incheon Asian Games Host Broadcasting Management), KBS와 업무협력으로 방송중계, (영문)스크립터, LSM(Live Slow-motion) 오퍼레이션 등의 직종에 156명이 참여하여 대회예선과 본선에 대한 국제신호 프로그램 제작에 직접 참여하였다.

## 같이 보기
- 대한민국의 교육